# Готтгард, Ярослав
Ярослав Готтгард (чеш. Jaroslav Gotthard; 23 октября 1904, Намешть-над-Ославоу — 3 марта 1971, Карловы Вары) — чешский дирижёр, скрипач и музыкальный педагог.
Учился игре на скрипке и дирижированию в Брненской консерватории. В 1926—1928 гг. преподавал в музыкальной школе в Опаве, затем вернулся в Брно, играл на скрипке в радиооркестре. В 1945 г. дебютировал как дирижёр в Остраве, стал первым исполнителем ряда произведений Рудольфа Кубина, Ярослава Кржички, Ильи Гурника и других чешских композиторов. В 1954—1958 гг. возглавлял Карловарский симфонический оркестр, провёл в Карловых Варах фестиваль музыки Антонина Дворжака (подготовленный, в основном, его предшественником Вацлавом Нойманом), в 1958 г. дирижировал серией из шестнадцати концертов чешской музыки в ознаменование 600-летия города. После этого вышел в отставку и до конца жизни занимался педагогической работой.